# Jamie Stone
Pour les articles homonymes, voir Stone.
James Hume Walter Miéville Stone (né le 16 juin 1954) est un homme politique libéral démocrate écossais issu d'une famille de fromagers, représentant la circonscription de Caithness, Sutherland et Easter Ross depuis 2017, la circonscription britannique la plus au nord du continent et une des plus grandes en superficie.
Il est membre du Parlement écossais (MSP) pour la circonscription de Caithness, Sutherland et Easter Ross de 1999 à 2011. Il est porte-parole des libéraux démocrates pour la défense depuis 2019 et porte-parole du numérique, de la culture, des médias et du sport depuis septembre 2020.

## Jeunesse et carrière
Stone va à l'école à Tain et Gordonstoun. Pendant qu'il est à l'école, ses parents fondent Highland Fine Cheeses en 1967,. Il étudie l'histoire et la géologie à l'Université de St Andrews et obtient son diplôme en 1977. Une fois diplômé, il travaille dans une variété de domaines, comme l'éviscération du poisson, sur un chantier, l'enseignement de l'anglais sur l'île italienne de Sicile et l'industrie pétrolière,,.
Stone est élu pour la première fois au conseil du district de Ross et Cromarty en 1986, jusqu'à son abolition en 1996. Il est membre du Highland Council depuis sa création en 1995 jusqu'à son élection en tant que MSP en 1999.
Aux élections du gouvernement local de 2012, il est réélu au Highland Council en tant que conseiller du quartier Tain et Easter Ross.

### Parlement écossais
En tant que MSP, Stone est le porte-parole du Parti libéral démocrate écossais sur le logement et le porte-parole adjoint du Parti sur la santé. Il participe au programme de télévision britannique, University Challenge, au sein de l'équipe du Parlement écossais. Il quitte le Parlement écossais aux élections de 2011.

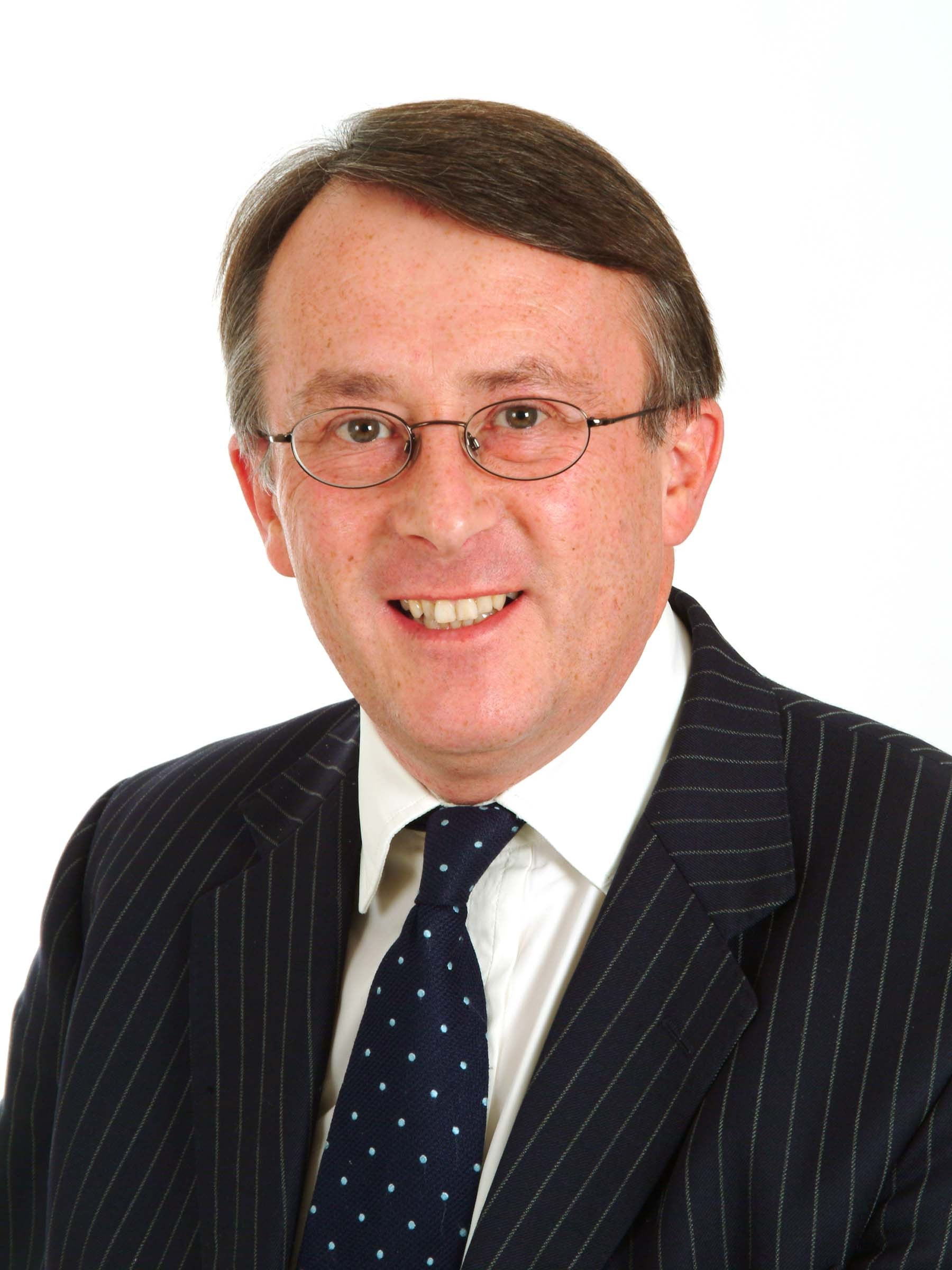
Stone en tant que membre du Parlement écossais

En 2016, il se présente aux élections du Parlement écossais, pour Caithness, Sutherland et Ross, qui est en grande partie son ancien siège après les changements de limites en 2011. Il termine à la deuxième place et n'est pas élu.

### Chambre des communes
Stone est élu député de Caithness, Sutherland et Easter Ross aux élections générales de 2017, battant le député sortant du SNP Paul Monaghan par 2044 voix. Le 16 juin 2017, il est annoncé comme porte-parole des libéraux démocrates pour l'Écosse. Le 12 octobre 2017, il est transféré au poste de porte-parole des forces armées dans le cadre d'un remaniement.
Stone a été réélu dans le quartier de Tain et Easter Ross lors des élections du gouvernement local de 2017 un mois plus tôt. Il quitte son siège au Highland Council après avoir été élu député.
Depuis son élection, Stone soulève diverses questions locales à la Chambre des communes, telles que la fourniture d'établissements de santé dans les Highlands écossais. Stone a également parrainé des motions pour enquêter sur les allégations d'abus de la part de G4S au nom de UK Visas and Immigration et soutient le déploiement de services de garde gratuits pour la petite enfance.
Lors des élections générales de 2019, Stone fait campagne avec le slogan des libéraux démocrates «Stop Brexit», affirmant que «cette élection générale est notre meilleure chance d'élire un gouvernement pour arrêter le Brexit». Il est réélu aux élections générales de 2019 avec 11 705 voix, mais une majorité réduite de 204 voix.

## Vie privée
Stone est marié et père de trois enfants, un fils et deux filles, qui ont tous deux fréquenté l'Université de St Andrews. Il est également un jardinier passionné et un expert des champignons comestibles.